# 东库克 (诗歌)
《东库克》是T·S艾略特《四个四重奏》中的第二首诗。创作这首诗的初衷，是由于艾略特本人想重新回归诗歌创作的领域，而且，他还以《烧毁的诺顿》作为创作的借鉴模板。该诗完成于1940年初，随后于同年《新英语周刊》的复活节版影印发表。“东库克”其实是一个与艾略特的祖先有直接关系的小社区，也是一个教堂的所在地——艾略特本人的骨灰最后也存放与此。 
全诗探讨了大自然中时间与原有秩序遭到破坏的问题，认为这一切都归咎于人类只顾自然科学而对自然毫无敬畏之心。领导者们被表述为“物质主义”和无法了解自然的真谛。而人类唯一的自我救赎方法就是不断探寻自己的内心，了解到人性与自然万物息息相关。唯有如此，人们才能真正了解到这个宇宙。

## 创作背景
1939年时艾略特对于进行诗歌创作产生了一种无力感。为了检验自己是否还能继续写诗，他开始模仿重现《烧毁的诺顿》，但将诗中描写的地点替换成了另一处：东库克。1937年艾略特曾游历至此，且这里的圣迈克尔教堂后来存放了他本人的骨灰。这个地方对艾略特和他的家人有着特殊的重要意义，因为艾略特的祖先安德鲁·艾略特曾居住于此，直到1669年安德鲁·艾略特离开了小镇前往美国。一块献给艾略特和他的骨灰的牌匾上写着：“我的起点即是我的终点。为了你的仁慈，请为诗人托马斯·斯泰恩斯·艾略特的灵魂祈祷。我的终点即是我的起点。”
艾略特在1940年的2月之前成功完成了两个诗节，又于该月完成了剩余的创作。约翰·戴夫·海华德，亨伯特·里德以及其他一些人帮助艾略特对诗歌进行了审阅和编辑。《东库克》在1940年3月的《新英语周刊》的复活节版上发表，又在5月与6月再印，且在9月份在费伯出版社获得独立发表。在《东库克》完成后，艾略特开始着手于创作《四个四重奏》。《四个四重奏》由四首围绕同一主题的诗歌组成，其中，《烧毁的诺顿》是第一首，而《东库克》是第二首。

## 诗歌
《东库克》是一首描绘夏末时节，探讨地球与信仰主题的诗。与《四个四重奏》中的其他诗一样，诗中的五个小节分别对应着五个不同的主题：时间、经历、洗罪、祈祷和完整归一。而第一小节中对“时间”主题的主题呈现为“我的起点即是我的终点”，而这句话可以被解读为，如果我们给予时间恰当的注意力，它或许会引领我们走向永恒。 
第二小节探讨了扭曲原本自然秩序所带来的破坏，与《烧毁的诺顿》中的第二小节里所描绘的自然的规律恰恰相反。并且，诗中将理性知识本身描述为“不足以解释现实”：那些一味追逐理性与科学的人都是无知的。甚至我们人类的进步都不是真正意义上的进步，而是在重复着过去犯过的错误。
第三小节讨论的是俗世的统治者们以及他们的不足之处。第四小节，作为正式诗节，以耶稣受难日弥撒为背景，展开了一系列巴洛克式的悖论探讨。在第五小节，诗人回顾了他在“战间期”阶段探索诗歌创作的那段时光，认为那种老派的生活与创作方式是“基本上被浪费了”。他欢迎即将到来的暮年，将其视作一个新的机会来探索全新的生活，虽然这也可能只是一个重新发现“找回已失去的又再度失去”的过程。 
尽管该诗充斥着不信任与黑暗色彩，第五小节的第一句依然充斥了希望的光辉，“因此，在这里，我尚在半路”。这句引用于但丁《神曲》中的《地狱篇》的首句，“在人生的途中，我发现我已经迷失了正路”。虽然降临人世，走向歧途是命中注定，但坚持不懈穿过歧途走向光明也是如此。

## 主题
《东库克》传达了英国群体在二战中求生的希望。在一封1940年2月9日的信件中，艾略特曾称：“我们对于瞬间的社会巨变基本不抱希望；相比于瞬息之间整个世界的改变，我们更倾向于希望看到我们自己生活的地方开始有些许变化的萌芽…在这场世界范围的灾难与倒退面前，我们必须保持着昂扬的斗志，因为它能帮我们熬过这最漫长黑暗的阶段。”这首诗还以战争作为一种媒介，来衔接艾略特关于人类团结的观点。尤其值得注意的是，斯蒂芬·斯彭德声称“战争改变了艾略特的态度，让他相信西方存在一个需要积极捍卫的事业。战后，西方传统社会需要统一的德国回归。”
这首诗与第一次世界大战后人们普遍认为《荒原》是表达幻灭这一观点的主旨相反——尽管艾略特本人从未接受过这种解读。第二次世界大战本身虽然只在艾略特的少数作品中有直接提及，然而，二战确实对这首诗造成了影响，尤其是战争造成的破坏，在诗中反映为对自然和天堂的破坏。这首诗对于社会的描绘也与《荒原》十分相似，尤其是关于对死亡和濒临死亡的强调。诗中的场所与艾略特家族的发源地相关，而且，象征性的，这里也是艾略特家族的“终结所”。诗中的第二部分表示了自然现在面临着被破坏，暗示着人类也会被毁灭，正因如此，科学和知识无法拯救人类。我们人类过去犯的错误变成了如今战争和冲突的导火索，为了避免被毁灭，我们需要变得更加谦逊。然而，黑暗吞噬了世界上的统治者们。而这，一部分原因归于亚当误食禁果，即原罪。基督是我们的救世主，我们需要通过寻求救赎来克服人类自身的缺点。艾略特称，他一直致力于为人类而战，并试图帮助人类明白什么才是重要的。惟有借助基督，人才能得到救赎。
出人意料的是，艾略特建议老人们出去探险。他警示人们应该用无意义的实际体验来交换智慧，而且认为人应该寻求人生体验。这一观念在《荒原》中也有暗示，并且借鉴了但丁在《飨宴》中提出的思想。但丁认为老人应该回归上帝身边，并将这一回归的过程描述得同奥德修斯的历险记十分相似。但不同于荷马笔下的英雄，但丁认为人应该在精神世界中而不是俗世中进行探索。但丁和艾略特所提出的这一观点与圣奥古斯汀十分相似，都注重内心世界的探寻。通过内心世界的探索，人类能相信救赎的力量，也能发现世界不止有黑暗。艾略特在诗中解释道，我们人类通过时间其实都是紧密相连在一起的，而且我们必须要认识到这一点。只有意识到了这一点，人类才能了解宇宙的真谛。反过来，人们才能摆脱时间对我们禁锢的枷锁。正如罗素·科克所解释的：“最终，对于那些对现实的理解要高于简单的‘出生、交配、死亡’的人来说，一个超越物质本身属性和节奏的现实就是认识上帝，且永远享受对上帝的信仰。”
家人和家族历史在诗中也扮演了重要的角色。艾略特从《艾略特家族简史》一书中了解到了自己家族的相关信息，其中说明了艾略特的家族曾在东库克住了200余年，而这段历史随着安德鲁·艾略特的离开而中断了。相似的是，艾略特在离开家人远游后也破坏了自己的家庭——那个他视作逐渐衰退的家庭。诗中，艾略特同样强调了旅行以及内部改变的必要性。

## 素材来源
根据艾略特的观点，这首诗的诗性是植根于约翰·克利夫兰、爱德华·本洛、威廉·布莱克和威廉·巴特勒·叶芝早期作品的基础之上的。此外,许多意象也与斯特凡·马拉美的诗歌有关。在神学方面，艾略特的理论属于东正教，且主要依附于圣奥古斯丁的著作中。除此之外，他还受到了一部分来自托马斯·布朗和圣十字约翰作品的影响。在把这些观点应用到社会上时，艾略特深受克里斯托弗·道森著作的影响——道森认为理解上帝是迈向更美好社会的第一步。

除了许多文学作品作为素材来源外，艾略特同样从他自身的感受和经历中汲取灵感，尤其是他在创作这首诗时感受到的巨大压力情绪。同样，艾略特使用了朝圣者来到美国的意象，而他们的故事和他本人的童年经历十分类似。尤其是他的母亲曾创作过关于清教徒到达新英格兰的诗歌，而艾略特在一本名为《艾略特家族简介》的书中发现了与他家历史相关的信息：东库克这个地方，是艾略特的祖先安德鲁·艾略特参加朝圣时离开的地点。